# Manuel Pérez Terán
Manuel Pérez Terán, médico y político español. Firmante del Pacto Federal Castellano, en 1869, en representación de la provincia de Valladolid. 
Fue médico-director de los baños de Torres de la Alameda.
Secretario de la Academia de Farmacia de Valladolid en 1868. Profesor de anatomía general en 1873 y, con anterioridad, de obstetricia en la Universidad de Valladolid.

## Obras
- Memoria sobre los baños y aguas salino-ferruginosas de la villa de Torres (1860)

- Higiene de las profesiones intelectuales: discurso leído en la Universidad Central en el acto solemne de recibir la investidura de doctor en la Facultad de Medicina por D. Manuel Pérez Teran (1866)[4]